# Moisés
Moisés (em hebraico: מֹשֶׁה; romaniz.: Mōšê; em grego clássico: Mωϋσῆς; romaniz.: Mōüsēs; em árabe: موسىٰ; romaniz.: Mūsa: "tirado das águas" ou "filho")  foi um líder religioso, juiz, legislador e profeta reconhecido no Judaísmo, Cristianismo e Islamismo. A Moisés é atribuída a autoria da Torá.
Segundo a tradição judaico-cristã, Moisés foi um instrumento de Deus para libertar os Hebreus, que o consideravam seu principal legislador e um dos mais importantes líderes religiosos.
De acordo com a Bíblia e a tradição judaico-cristã, Deus realizou diversos milagres através de Moisés após uma Teofania. Libertou o povo de Israel da escravidão no Antigo Egito, instituindo assim a Páscoa Judaica. Depois guiou o seu povo em um êxodo pelo deserto durante quarenta anos, que se iniciou com a famosa passagem em que Deus, através de seu servo Moisés, abriu o Mar Vermelho para possibilitar a travessia segura dos filhos de Israel. Ainda segundo a Bíblia, recebeu no alto do Monte Sinai as Tábuas da Lei de Deus, contendo os Dez Mandamentos.
Geralmente, os estudiosos veem Moisés como uma figura lendária, embora mantenham a possibilidade de que Moisés ou uma figura semelhante a ele tenha existido no século XIII a.C. O judaísmo rabínico calculou uma vida útil de Moisés correspondente a 1391-1271 a.C.; Jerônimo sugere 1592 a.C. e James Ussher sugere 1571 a.C. como o ano de nascimento dele.

## Etimologia
O nome Moisés possui alguns possíveis significados. Tradicionalmente traduz-se como "tirado das águas", embora um estudo linguístico aponte uma origem egípcia e signifique simplesmente "filho", já que o fonema "séis" é a representação de "filho de" em egípcio, assim como Ramessés. Para os judeus, o nome em hebraico Móshe (מֹשֶׁה) é associado homofonicamente ao verbo hebraico mashah, que tem o significado de "tirar"; na etimologia judaica popular, tem o significado de "retirado (isto é, salvo)" da água.

## História

### Relato bíblico

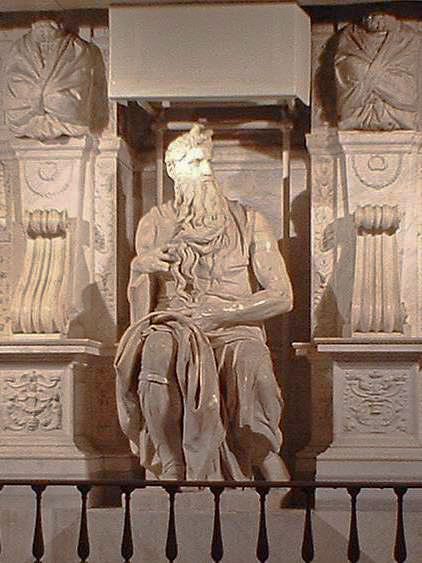
Escultura de Moisés por Michelangelo

Moisés era filho de Anrão e Joquebede, da Tribo de Levi. O seu irmão mais velho era Aarão e a sua irmã chamava-se Miriam.
Segundo a Bíblia, após o nascimento Moisés foi escondido por um período de três meses, antes de ser colocado em um cesto no rio Nilo: «E a mulher concebeu e deu à luz um filho; e, vendo que ele era formoso, escondeu-o três meses.» (Exodos 2:2). Após a filha do faraó encontrar o cesto enquanto banhava-se no rio, pediu a uma ama hebreia (a mãe natural, conforme relato bíblico) que o criasse enquanto criança: «Então lhe disse a filha de Faraó: Leva este menino, e cria-mo; eu te darei teu salário. E a mulher tomou o menino, e criou-o» (Exodo 2:9).
Segundo o Livro do Êxodo, a filha do faraó adotou o menino já crescido, entregue pela ama hebreia (a mãe natural), e o chamou Moisés: «Sendo o menino já grande, ela o trouxe à filha de Faraó, a qual o adotou por filho, e lhe chamou Moisés, dizendo: Porque das águas o tirei» (Êxodo 2:10).
Moisés foi adotado e educado na corte como um príncipe do Egito. Alguns historiadores acreditam que o período passado por Moisés entre os egípcios serviu para que ele aprendesse o conceito do "monoteísmo", criado pelo faraó Aquenáton (r. 1352–1338 a.C.), o faraó revolucionário que reinou antes do tempo de Moisés, levando tal conceito ao povo hebreu.
Aos quarenta anos, após ter matado um feitor egípcio levado pela raiva, foi obrigado a partir para um autoexílio, a fim de escapar à pena de morte. Fixou-se na região montanhosa de Midiã, situada a leste do Golfo de Acaba. Por lá, casou-se com Zípora e com ela teve dois filhos, Gérson e Eliézer. Quarenta anos depois, no Monte de Horebe, ele deparou-se com uma sarça que queimava mas não se consumia e assim foi finalmente "comissionado pelo Deus de Abraão" como o "Libertador de Israel".

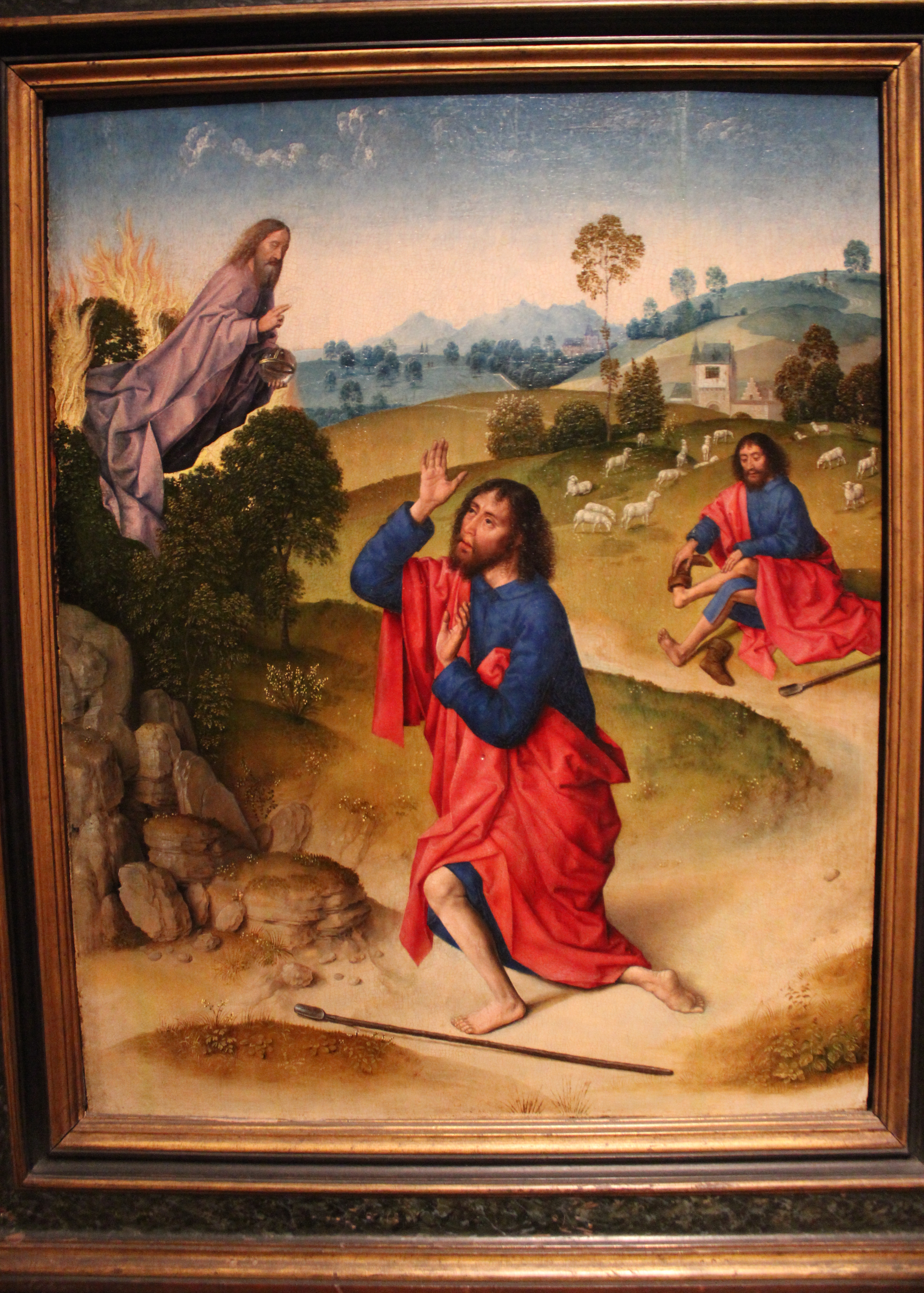
Moisés no Monte Horebe.

Ele conduziu o povo de Israel até ao limiar de Canaã, a Terra Prometida a Abraão. No início da jornada, encurralados pelo Faraó, que se arrependera de tê-los deixado partir, ocorreu um dos fatos mais conhecidos da Bíblia: a divisão das águas do mar Vermelho, para que o povo, por terra seca, fugisse dos egípcios, que tentando o mesmo, se afogaram. Logo no início da jornada, no Monte de Horebe, na Península do Sinai, Moisés recebeu as Tábuas dos Dez Mandamentos do Deus de Abraão, escritos "pelo dedo de Deus". As tábuas eram guardadas na Arca do Concerto. Depois, o código de leis foi ampliado para cerca de seiscentas leis. É comumente chamado de Lei Mosaica. Os judeus, porém, a consideram como a Lei (em hebr. Toráh) de Deus dada a Israel por intermédio de Moisés. Em seguida, os israelitas vaguearam pelo deserto durante quarenta anos até chegarem a Canaã.
Durante quarenta anos, conduziu o povo de Israel na peregrinação pelo deserto. Moisés morreu aos 120 anos, após contemplar a terra de Canaã no alto do Monte Nebo, na Planície de Moabe. Josué, o ajudante, sucedeu-lhe como líder, chefiando a conquista de territórios na Transjordânia e de Canaã.
No Cristianismo, Moisés prefigura o "Moisés Maior", o prometido Messias (em grego, o Cristo). O relato do Êxodo de Israel, sob a liderança por Moisés, prefigura a libertação da escravidão do pecado, passando os cristãos a usufruir a liberdade gloriosa pertencente aos filhos de Deus.
Na Igreja Católica e Igreja Ortodoxa, é venerado como santo, sendo a festa celebrada a 4 de setembro.
Segundo a Bíblia Sagrada – Edição Pastoral, seu nome é citado 894 vezes na Bíblia.

### Morte (relato bíblico)
De acordo com os relatos bíblicos em Deuteronômio 32:51-52 e Números 20:12, Moisés foi avisado por Deus de que não lhe seria permitido levar os israelitas através do rio Jordão, por causa da sua transgressão nas águas de Meribá, e que morreria no monte Nebo, de onde contemplaria toda a terra de Canaã. Desta forma, ele reuniu as tribos e entregou-lhes uma mensagem de despedida, que é usada para formar o livro de Deuteronômio.
Quando Moisés terminou, entoou um cântico e pronunciou uma bênção sobre o povo. Subiu ao monte Nebo, para o cume de Pisga, olhou para a Terra prometida de Israel espalhada diante dele e morreu, segundo a lenda talmúdica, em 7 de Adar, exatamente no seu aniversário dos 120 anos. O próprio Deus o sepultou em um túmulo desconhecido em um vale na terra de Moabe, defronte de Baal-Peor (Deuteronômio 34:6).
Moisés foi, assim, o instrumento humano na criação da nação de Israel, comunicando-lhe a Torá. Tratado nas escrituras como o «mais humilde do que todos os homens que havia sobre a face da terra» (Números 12:3), ele gozava de privilégios únicos, pois «não se levantou mais em Israel profeta algum como Moisés, com quem Jeová tratasse face a face» (Deuteronômio 34:10).

## Moisés histórico
Não fora encontrado até o momento nenhuma prova arqueológica de sua existência como relatada na Bíblia, de acordo com os métodos arqueológicos e históricos. A maioria dos acadêmicos modernos acreditam que Moisés é uma figura mítica, construída paulatinamente no decorrer da história dos antigos israelitas. Não existe nenhuma evidência, histórica ou arqueológica, que comprove que Moisés realmente existiu ou se qualquer evento narrado na Bíblia cristã ou no Torá judaico, como a abertura do mar Vermelho, tenha realmente ocorrido.
O judaísmo rabínico calculou o período de vida de Moisés correspondente a 1391–1271 a.C.; Jerônimo sugeriu 1592 a.C. e James Ussher sugeriu 1571 a.C. como seu ano de nascimento. O consenso acadêmico vê Moisés como uma figura lendária, embora mantendo a possibilidade de que uma figura semelhante a Moisés tenha existido.

### Nome egípcio
A origem do nome entre alguns eruditos apontam para o egípcio, sem o elemento teofórico, més; a forma grega, mósis, mais divulgada, deriva da raiz substantiva ms, "criança" ou "filho", correlata da forma verbal msy, que significa "gerar". Note-se que na língua egípcia, à semelhança de outras do Oriente Próximo, a escrita renunciava ao uso das vogais. Més significa assim "gerado", "nascido" ou "filho". Tomem-se como exemplo os nomes dos faraós Amósis, que significa "filho de [deus] Amon-Rá", Tutemés, significando "filho do deus Tote", ou ainda Ramessés, que seria "filho de Rá".
Semitas que alcançaram posições de destaque na hierarquia social egípcia receberam o nome Més, como Ramsès-Kha-em-neterou e Ramsesempere, envolveram-se em revoltas de escravos ou em tramas da corte. A memória acerca destas figuras é possivelmente a origem de tradições orais diversas que embasam os textos bíblicos, escritos a partir do século VII a.C. Estas tradições, por sua vez, passaram por várias fases de reelaboração, em distintos momentos da história do Antigo Israel, não tomando a forma que conhecemos antes do século IV a.C.

### Influências egípcias
Para alguns estudiosos, a maioria das leis que Moisés impôs ao judeus é de completa conformidade com as leis egípcias, parecendo apenas uma transmutação de informação. Há também registros de um sacerdote do faraó Aquenáton ter saído do Egito, provavelmente formando outra religião. Entretanto, as pesquisas mais recentes argumentam a favor de uma redação do Pentateuco que aponta distintos estilos literários, apontando igualmente para contextos históricos específicos da história do Antigo Israel e, consequentemente, das influências assírias, babilônicas, egípcias e até helenistas sobre este povo.

#### Base escravagista
Dados indicam que o Egito não teve uma base escravagista minimamente sólida, pois os "escravos" eram em menor número e tinham direitos como a propriedade privada, indo de desacordo até o momento com a Bíblia.

### Leis imitadas
Pelos indícios históricos e arqueológicos, as leis referenciadas como da autoria de Moisés já eram conhecidas dos egípcios. E também o Salmo 104 é equivalente ao Grande Hino a Aton.

## Família
Moisés era da Tribo de Levi.
Esta é a árvore genealógica segundo a Bíblia:
|  |  |  |  |           |           |           |           |           |           |  |  |       |       |       |       |       |       |  |  |        |        |        |        |        |        |        |        |        |        | Levi   |        |        |        |       |       |        |        |        |        |         |         |         |         |         |         |       |       |       |       |  |  |  |  |                |                |                |                |                |                |  |  |  |  |  |  |  |  |  |  |  |  |  |  |  |  |  |  |  |  |  |  |
|  |  |  |  |           |           |           |           |           |           |  |  |       |       |       |       |       |       |  |  |        |        |        |        |        |        |        |        |        |        |        |        |        |        |       |       |        |        |        |        |         |         |         |         |         |         |       |       |       |       |  |  |  |  |                |                |                |                |                |                |  |  |  |  |  |  |  |  |  |  |  |  |  |  |  |  |  |  |  |  |  |  |
|  |  |  |  |           |           |           |           |           |           |  |  |       |       |       |       |       |       |  |  |        |        |        |        |        |        |        |        |        |        |        |        |        |        |       |       |        |        |        |        |         |         |         |         |         |         |       |       |       |       |  |  |  |  |                |                |                |                |                |                |  |  |  |  |  |  |  |  |  |  |  |  |  |  |  |  |  |  |  |  |  |  |
|  |  |  |  |           |           |           |           |           |           |  |  |       |       |       |       |       |       |  |  |        |        | Gérson | Gérson | Gérson | Gérson | Gérson | Gérson |        |        | Coate  | Coate  | Coate  | Coate  | Coate | Coate |        |        | Merari | Merari | Merari  | Merari  | Merari  | Merari  |         |         |       |       |       |       |  |  |  |  |                |                |                |                |                |                |  |  |  |  |  |  |  |  |  |  |  |  |  |  |  |  |  |  |  |  |  |  |
|  |  |  |  |           |           |           |           |           |           |  |  |       |       |       |       |       |       |  |  |        |        | Gérson | Gérson | Gérson | Gérson | Gérson | Gérson |        |        | Coate  | Coate  | Coate  | Coate  | Coate | Coate |        |        | Merari | Merari | Merari  | Merari  | Merari  | Merari  |         |         |       |       |       |       |  |  |  |  |                |                |                |                |                |                |  |  |  |  |  |  |  |  |  |  |  |  |  |  |  |  |  |  |  |  |  |  |
|  |  |  |  |           |           |           |           |           |           |  |  |       |       |       |       |       |       |  |  |        |        |        |        |        |        |        |        |        |        |        |        |        |        |       |       |        |        |        |        |         |         |         |         |         |         |       |       |       |       |  |  |  |  |                |                |                |                |                |                |  |  |  |  |  |  |  |  |  |  |  |  |  |  |  |  |  |  |  |  |  |  |
|  |  |  |  | Joquebede | Joquebede | Joquebede | Joquebede | Joquebede | Joquebede |  |  |       |       |       |       |       |       |  |  | Anrão  | Anrão  | Anrão  | Anrão  | Anrão  | Anrão  |        |        | Jizar  | Jizar  | Jizar  | Jizar  | Jizar  | Jizar  |       |       | Hebrom | Hebrom | Hebrom | Hebrom | Hebrom  | Hebrom  |         |         | Uziel   | Uziel   | Uziel | Uziel | Uziel | Uziel |  |  |  |  | Reuel ou Jetro | Reuel ou Jetro | Reuel ou Jetro | Reuel ou Jetro | Reuel ou Jetro | Reuel ou Jetro |  |  |  |  |  |  |  |  |  |  |  |  |  |  |  |  |  |  |  |  |  |  |
|  |  |  |  | Joquebede | Joquebede | Joquebede | Joquebede | Joquebede | Joquebede |  |  |       |       |       |       |       |       |  |  | Anrão  | Anrão  | Anrão  | Anrão  | Anrão  | Anrão  |        |        | Jizar  | Jizar  | Jizar  | Jizar  | Jizar  | Jizar  |       |       | Hebrom | Hebrom | Hebrom | Hebrom | Hebrom  | Hebrom  |         |         | Uziel   | Uziel   | Uziel | Uziel | Uziel | Uziel |  |  |  |  | Reuel ou Jetro | Reuel ou Jetro | Reuel ou Jetro | Reuel ou Jetro | Reuel ou Jetro | Reuel ou Jetro |  |  |  |  |  |  |  |  |  |  |  |  |  |  |  |  |  |  |  |  |  |  |
|  |  |  |  |           |           |           |           |           |           |  |  |       |       |       |       |       |       |  |  |        |        |        |        |        |        |        |        |        |        |        |        |        |        |       |       |        |        |        |        |         |         |         |         |         |         |       |       |       |       |  |  |  |  |                |                |                |                |                |                |  |  |  |  |  |  |  |  |  |  |  |  |  |  |  |  |  |  |  |  |  |  |
|  |  |  |  |           |           |           |           |           |           |  |  |       |       |       |       |       |       |  |  |        |        |        |        |        |        |        |        |        |        |        |        |        |        |       |       |        |        |        |        |         |         |         |         |         |         |       |       |       |       |  |  |  |  |                |                |                |                |                |                |  |  |  |  |  |  |  |  |  |  |  |  |  |  |  |  |  |  |  |  |  |  |
|  |  |  |  | Miriã     | Miriã     | Miriã     | Miriã     | Miriã     | Miriã     |  |  | Aarão | Aarão | Aarão | Aarão | Aarão | Aarão |  |  | Moisés | Moisés | Moisés | Moisés | Moisés | Moisés |        |        |        |        |        |        |        |        |       |       |        |        |        |        |         |         |         |         |         |         |       |       |       |       |  |  |  |  | Zípora         | Zípora         | Zípora         | Zípora         | Zípora         | Zípora         |  |  |  |  |  |  |  |  |  |  |  |  |  |  |  |  |  |  |  |  |  |  |
|  |  |  |  | Miriã     | Miriã     | Miriã     | Miriã     | Miriã     | Miriã     |  |  | Aarão | Aarão | Aarão | Aarão | Aarão | Aarão |  |  | Moisés | Moisés | Moisés | Moisés | Moisés | Moisés |        |        |        |        |        |        |        |        |       |       |        |        |        |        |         |         |         |         |         |         |       |       |       |       |  |  |  |  | Zípora         | Zípora         | Zípora         | Zípora         | Zípora         | Zípora         |  |  |  |  |  |  |  |  |  |  |  |  |  |  |  |  |  |  |  |  |  |  |
|  |  |  |  |           |           |           |           |           |           |  |  |       |       |       |       |       |       |  |  |        |        |        |        |        |        |        |        |        |        |        |        |        |        |       |       |        |        |        |        |         |         |         |         |         |         |       |       |       |       |  |  |  |  |                |                |                |                |                |                |  |  |  |  |  |  |  |  |  |  |  |  |  |  |  |  |  |  |  |  |  |  |
|  |  |  |  |           |           |           |           |           |           |  |  |       |       |       |       |       |       |  |  |        |        |        |        |        |        |        |        |        |        |        |        |        |        |       |       |        |        |        |        |         |         |         |         |         |         |       |       |       |       |  |  |  |  |                |                |                |                |                |                |  |  |  |  |  |  |  |  |  |  |  |  |  |  |  |  |  |  |  |  |  |  |
|  |  |  |  |           |           |           |           |           |           |  |  |       |       |       |       |       |       |  |  |        |        |        |        |        |        |        |        |        |        |        |        |        |        |       |       |        |        |        |        |         |         |         |         |         |         |       |       |       |       |  |  |  |  |                |                |                |                |                |                |  |  |  |  |  |  |  |  |  |  |  |  |  |  |  |  |  |  |  |  |  |  |
|  |  |  |  |           |           |           |           |           |           |  |  |       |       |       |       |       |       |  |  |        |        |        |        |        |        |        |        | Gérson | Gérson | Gérson | Gérson | Gérson | Gérson |       |       |        |        |        |        | Eliézer | Eliézer | Eliézer | Eliézer | Eliézer | Eliézer |       |       |       |       |  |  |  |  |                |                |                |                |                |                |  |  |  |  |  |  |  |  |  |  |  |  |  |  |  |  |  |  |  |  |  |  |

## Visões religiosas

### Judaísmo
Há uma riqueza de histórias e informações adicionais sobre Moisés nos livros apócrifos judaicos e no gênero da exegese rabínica conhecida como Midrash, bem como nos trabalhos antigos da lei oral judaica, a Mishná e o Talmude.
Historiadores judeus que viviam em Alexandria, como Eupolemo, atribuíram a Moisés a proeza de ter ensinado aos fenícios o seu alfabeto, semelhante a lendas de Toth. Artapano de Alexandria explicitamente identificou Moisés não só com Toth / Hermes, mas também com a figura grega Museu (a quem ele chama de "o professor de Orfeu"), e atribuiu a ele a divisão do Egito em 36 distritos, cada um com sua própria liturgia. Ele nomeia a princesa que adotou Moisés como Merris, esposa do faraó Quenefrés.
As fontes antigas mencionam uma Assunção de Moisés e um Testemunho de Moisés. Um texto em latim foi encontrado em Milão no século XIX por Antonio Ceriani, que o chamou de Assunção de Moisés, embora não se refira a uma assunção de Moisés ou contenha partes da assunção que são citadas por autores antigos, e parece que é realmente o testemunho. O incidente que os autores antigos citam também é mencionado na Epístola de Judas.
Para os judeus ortodoxos, Moisés é realmente Moshe Rabbenu, `Eved HaShem, Avi haNeviim zya"a. É chamado de "Nosso Líder Moshe", "Servo de Deus", e "Pai de todos os Profetas". Na sua opinião, Moisés não só recebeu a Torá, mas também o revelado (de forma escrita e oral) e o oculto (os ensinamentos `hokhmat nistar, que deram ao judaísmo o Zohar de Rashbi, a Torá de Ari haQadosh e tudo o que é discutido na Yeshivá Celestial entre Ramhal e seus mestres). Ele também é considerado o maior profeta.
Decorrente em parte da sua idade, mas também porque 120 está em outro lugar indicado como a idade máxima para os descendentes de Noé (uma interpretação de Gênesis 6:3), "que você viva até os 120" tornou-se uma bênção comum entre os judeus.

### Cristianismo
Em Mateus 17:1-9, Marcos 9:2-8 e Lucas 9:28-36, acontece o episódio conhecido como a Transfiguração de Jesus. Nele, Jesus e seus discípulos Simão Pedro, João e Tiago vão para o alto de uma montanha, conhecida como o Monte da Transfiguração. Lá, Jesus começa a brilhar e Moisés e o profeta Elias aparecem ao seu lado, conversando com ele. Jesus é então chamado de "Filho" por uma voz no céu - presumivelmente Deus Pai - como já ocorrera antes no seu batismo.
Para os cristãos, Moisés - mencionado mais vezes no Novo Testamento do que qualquer outro personagem do Antigo Testamento - muitas vezes é um símbolo da lei de Deus, como reforçado e exposto nos ensinamentos de Jesus. Escritores do Novo Testamento muitas vezes compararam as palavras e feitos de Jesus com os de Moisés para explicar a missão de Jesus, como o Profeta semelhante a Moisés, de Deuteronômio 18,15. Em At 7,39-43, 51-53, por exemplo, a rejeição de Moisés pelos judeus que adoravam o bezerro de ouro é comparada à rejeição de Jesus pelos judeus que continuavam no judaísmo tradicional.
| Identidade de Moisés |                            |
| --- | -------------------------- |
| \| Nome: Moisés (em hebraico, Moshe, משה) \| \| \| Significado: Mósis, em egípcio, significa "filho". Para os judeus, significa "retirado" das águas. \| \| \| Etnia: Semita \| \| \| Família: Tribo de Levi \| \| \| Avô: Coate, 2.º filho de Levi \| \| \| Mãe: Joquebede, segundo a Biblia, mulher de Anrão \| Pai: Anrão, filho de Coate \| \| Esposa: Zípora ou Seforá (em hebraico tzipora) \| \| \| Sogro: Jetro \| \| \| Irmãos: Miriã / Aarão \| \| \| Filhos: Gérson / Eliézer. \| \| \| Sobrinhos: Nadabe / Abiú / Eleazar / Itamar \| \| \| Local de Nascimento: Egito \| \| \| Localização Temporal: (1250 a.C.) \| \| \| Tempo de Vida: 120 anos \| \| \| Motivo de Morte: Não há relatos específicos da morte \| \| \| Local de Morte: Monte Nebo, Planice de Moabe \| \| |                            |
| Nome: Moisés (em hebraico, Moshe, משה) |                            |
| Significado: Mósis, em egípcio, significa "filho". Para os judeus, significa "retirado" das águas. |                            |
| Etnia: Semita |                            |
| Família: Tribo de Levi |                            |
| Avô: Coate, 2.º filho de Levi |                            |
| Mãe: Joquebede, segundo a Biblia, mulher de Anrão | Pai: Anrão, filho de Coate |
| Esposa: Zípora ou Seforá (em hebraico tzipora) |                            |
| Sogro: Jetro |                            |
| Irmãos: Miriã / Aarão |                            |
| Filhos: Gérson / Eliézer. |                            |
| Sobrinhos: Nadabe / Abiú / Eleazar / Itamar |                            |
| Local de Nascimento: Egito |                            |
| Localização Temporal: (1250 a.C.) |                            |
| Tempo de Vida: 120 anos |                            |
| Motivo de Morte: Não há relatos específicos da morte |                            |
| Local de Morte: Monte Nebo, Planice de Moabe |                            |